# Mischocyttarus longicornis
Mischocyttarus longicornis är en getingart som beskrevs av Zikan 1949. Mischocyttarus longicornis ingår i släktet Mischocyttarus och familjen getingar. Inga underarter finns listade i Catalogue of Life.